# Troféu Capixabices
O Troféu Capixabices é uma premiação extraoficial do Carnaval de Vitória organizado pelo canal Capixabices, desenvolvido pelos agentes culturais Vinicius Vasconcelos, Toninho Ribeiro e André Christo.

## História
Originado do projeto Capixabices criado por Vinicius Vasconcelos em 2022, o Troféu Capixabices teve sua primeira edição nos minidesfiles do Carnaval de Vitória em agosto de 2023, onde as escolas do Grupo Especial de Vitória tiveram a oportunidade de apresentar parte do que apresentariam nos desfiles de 2024.
Nessa primeira oportunidade, 5 categorias viriam a ser premiadas, melhor escola, melhor mestre-sala, melhor porta-bandeira, melhor bateria e melhor ala de passistas. 
Em 2 de fevereiro de 2024, a equipe do Capixabices anunciaria que os desfiles oficiais também teriam sua premiação, agora expandido, com 15 categorias premiadas no Grupo Especial, e 6 nos grupos de acesso. A cerimônia ocorreu no Clube de Pesca em abril do mesmo ano. 

## Premiados

### 2023
| Categoria                 | Vencedor                                | Ref. |
| ------------------------- | --------------------------------------- | ---- |
| Melhor escola             | Boa Vista                               |      |
| Melhor comissão de frente | Chegou o Que Faltava                    |      |
| Melhor bateria            | Glaydson Santos (Unidos de Jucutuquara) |      |
| Melhor ala de passistas   | Unidos da Piedade                       |      |
| Melhor porta-bandeira     | Amanda Ribeiro (Chegou o Que Faltava)   |      |
| Melhor mestre-sala        | Vinicius Costa (Unidos da Piedade)      |      |
| Melhor carro de som       | Pega no Samba                           |      |

### 2024
| Categoria                                | Vencedor                                                   | Ref.  |
| ---------------------------------------- | ---------------------------------------------------------- | ----- |
| Desfile do Ano                           | Mocidade Unida da Glória                                   | [ 3 ] |
| Comissão de frente                       | Mocidade Unida da Glória                                   | [ 3 ] |
| Ala coreografada                         | Boa Vista                                                  | [ 3 ] |
| Mestre-sala e porta-bandeira             | Unidos da Piedade                                          | [ 3 ] |
| 2º casal de mestre-sala e porta-bandeira | Chegou o Que Faltava                                       | [ 3 ] |
| Baianas                                  | Chegou o Que Faltava                                       | [ 3 ] |
| Samba-enredo                             | Unidos da Piedade                                          | [ 3 ] |
| Fantasias                                | Chegou o Que Faltava                                       | [ 3 ] |
| Alegorias                                | Chegou o Que Faltava                                       | [ 3 ] |
| Harmonia                                 | Boa Vista                                                  | [ 3 ] |
| Passistas                                | Unidos de Jucutuquara                                      | [ 3 ] |
| Rainha de Bateria                        | Rayane Rosa (Novo Império)                                 | [ 3 ] |
| Carro de som                             | Pega no Samba                                              | [ 3 ] |
| Bateria                                  | João Henrique e Lucas Massariol (Mocidade Unida da Glória) | [ 3 ] |

| Categoria                    | Vencedor                         | Ref.  |
| ---------------------------- | -------------------------------- | ----- |
| Desfile do Ano               | Imperatriz do Forte              | [ 3 ] |
| Comissão de frente           | Independente de São Torquato     | [ 3 ] |
| Mestre-sala e porta-bandeira | Independente de São Torquato     | [ 3 ] |
| Samba-enredo                 | Império de Fátima                | [ 3 ] |
| Carro de som                 | Imperatriz do Forte              | [ 3 ] |
| Bateria                      | Mestre Thuco (Mocidade da Praia) | [ 3 ] |

| Categoria                    | Vencedor                    | Ref.  |
| ---------------------------- | --------------------------- | ----- |
| Desfile do Ano               | Rosas de Ouro da Serra      | [ 3 ] |
| Comissão de frente           | Rosas de Ouro da Serra      | [ 3 ] |
| Mestre-sala e porta-bandeira | Rosas de Ouro da Serra      | [ 3 ] |
| Samba-enredo                 | Chega Mais                  | [ 3 ] |
| Carro de som                 | Rosas de Ouro da Serra      | [ 3 ] |
| Bateria                      | Jackson Mourão (Chega Mais) | [ 3 ] |